# Vitória Sport Clube
Pour les articles homonymes, voir Guimarães (homonymie) et Vitória.
Ne pas confondre avec le Vitória Futebol Clube, club de la ville de Setúbal
Maillots
Actualités
Le Vitória Sport Clube, connu sous le nom de Vitória de Guimarães, est la section football du club omnisports portugais du même nom basé à Guimarães.
Le club évolue en première division.

## Histoire
Le Vitória Sport Clube est fondé le 22 septembre 1922.
Les premiers matchs amicaux datent des premiers mois de 1923. Le premier match officiel a lieu le 27 mars 1923 au Campo de Atouguia contre le SC Braga avec une victoire 7 à 1.
António Macedo Guimarães est élu premier président du club à l'issue de l'assemblée générale du 9 décembre 1923.
Le Vitória a disputé ses matches au Campo de Atouguia jusqu'au 27 janvier 1924 et l'inauguration du Campo José Minotes puis, à partir du 6 juin 1925, au Campo da Perdiz.
En 1927, le club remporte son premier titre : champion Distrital de Infantis (14-15 ans).
L’emblème du club date des années 1930 et a été choisi par le capitaine Mario Cardoso, en référence au premier roi Dom Afonso Henriques, fondateur de la nation, et les couleurs noires et blanches ont été choisies comme symbole de l'égalité, sans distinction de couleur de peau.
Le 24 juillet 1932, le match entre le Vitoria et le SC Salgueiros marque l'inauguration du Campo de Benlhevai.
Le 8 avril 1934, le club est sacré champion Distrital (régional) pour la première fois contre le Sporting Clube de Braga après une finale en deux manches, puis en 1939, il obtient le premier titre de champion du Minho.
À l'issue de la saison 1941-1942 et d'une victoire 6 à 4 contre l'Uniao de Lamas, le Vitoria SC accède pour la première fois à la première division nationale et en 1942-1943, le club dispute sa première finale de coupe du Portugal.
En 1943, à la suite de l'accession en première division, le club atteint les 1 000 socios.
Le 13 janvier 1946, le match entre le Vitoria et le Boavista Futebol Clube (victoire 3 à 1) inaugure le nouveau terrain, le Campo da Amorosa.
Le 12 juin 1948 est inauguré le nouveau siège du club, situé dans la Rua D Joao I, en plein cœur de la ville.
Lors de la saison 1955-1956, la contratation du brésilien Ernesto Paraiso, premier de l'histoire du club, marque une nouvelle ère.
Durant les années 1960, Daniel devient le joueur ayant disputé le plus grand nombre de matches officiels avec le Vitoria.Il représente le club durant 20 saisons.
Le brésilien Edmur remporte lors de la saison 1959-1960 la Bola de Prata (titre de meilleur buteur du championnat portugais) avec 25 buts.
Le 3 janvier 1965 est inauguré le nouveau stade, l’Estadio Municipal.
L'été 1966, le Vitoria dispute ses premiers matches internationaux, contre l'AEK Athènes et l'Étoile rouge de Belgrade.
En 1967, António Mendes devient le premier joueur de l'histoire du club à être appelé en sélection Nationale du Portugal.
Le 10 septembre 1969, le Vitoria SC se qualifie pour la première fois de son histoire pour une compétition européenne, la Coupe de l'UEFA, et dispute son premier match dans la compétition contre les tchécoslovaques de Banik Ostrava. Ils s'imposent 1 à 0.
Les années 1980 sont marquées par le début du mandat de Pimenta Machado, président du Vitoria, et de la construction du Complexe Sportif, premier du genre au Portugal.   
Le gardien de but Neno, figure emblématique du club et toujours présent au sein de l'équipe technique actuellement, signe pour la première fois au Vitoria en 1984.
L'attaquant Paulinho Cascavel, considéré comme le meilleur joueur de tous les temps du Vitoria, signe lors de la saison 1985-1986.
La saison 1986-1987 reste jusqu'à présent la meilleure de l'histoire du club. Le Vitoria lutte pour le titre contre Benfica et le FC Porto, atteint les quarts de finale de la coupe de l'UEFA (défaite contre le Borussia Mönchengladbach) et Paulinho Cascavel est sacré meilleur buteur du championnat du Portugal avec 22 Buts.
La saison 1988-1989 est celle du premier titre de grande envergure du Vitoria. Le club remporte la Supertaça Candido de Oliveira (supercoupe du Portugal) en battant le FC Porto par 2 à 0.
En 1990-1991, le club devient champion national de junior et en 1995-1996 de juvenis (moins de 17 ans).
Le 30 septembre 1995, l'assemblée générale approuve une proposition visant à choisir un nouveau nom pour le stade. À la suite d'un vote , le nom de Dom Afonso Henriques est choisi.
Les années 1990 sont celles des grandes confrontations européennes, certaines ayant marqué l'histoire du club. Parme (victoire historique 2 à 0), la Lazio de Rome, le FC Barcelone, Fenerbahçe, la Real Sociedad, l'Ajax Amsterdam, le Standard de Liège, Anderlecht et le Celtic de Glasgow figurent parmi les adversaires du Vitoria.
Lors de la saison 2002–2003, le stade subit de profonds travaux de rénovation en vue d'accueillir l'Euro 2004. Le 25 juillet 2003, le match entre le Vitoria et Kaiserslautern (victoire 4 à 1) inaugure le stade flambant neuf.
Lors de la saison 2005–2006, le club descend en segunda liga après 48 ans de suite au plus haut niveau national.
Il remonte une saison plus tard (2006–2007) avec une troisième place significative de qualification historique pour le troisième tour préliminaire de la Ligue des champions.
Le 27 août 2008, le Vitoria est battu 2 à 1 à Bâle (après un match nul 0 à 0 au match aller) malgré le but égalisateur de Roberto annulé pour un hors jeu inexistant. Le club manque ainsi une première qualification historique pour la Ligue des Champions.
Le 3 février 2011, le Vitoria retrouve la finale de la Taça de Portugal(coupe), 25 ans après la dernière qualification.
Le club retrouve la finale lors de la saison 2012–2013 et remporte sa première Coupe du Portugal face à Benfica le 26 mai 2013 (victoire 2 à 1) grâce à deux buts de Soudani et Ricardo Pereira. C'est le principal titre de l'histoire du club.
Le Vitoria se qualifie de ce fait pour la Ligue Europa 2013–2014 et malgré l'élimination dès le premier tour, le club obtient son plus gros résultat en coupe d'Europe avec une victoire 4 à 0 contre Rijeka.
En 2014–2015, le Vitoria remporte le dernier titre qui lui manquait au niveau de la formation des jeunes en se sacrant champion Juvenis (moins de 17 ans).
Il est un des clubs les plus respectés au Portugal, qui se bat régulièrement pour les premières places en championnat. 
Le Vitória Guimarães, qui a souvent été en mesure de gagner le titre national, a participé à plusieurs reprises à la Coupe de l'UEFA et a remporté la Supercoupe du Portugal en 1988.
La saison 2005–2006 voit la descente du club en deuxième division, et cela bien que doté cette année-là de l'effectif le plus cher de l'histoire du club.
Malgré cette rétrogradation, le club possède alors plus de 24 000 socios et 15 000 abonnés en deuxième division. 
Au terme de la saison 2006–2007, le club remonte en première division. En 2008, le club finit 3e du championnat et participe pour la première fois de son histoire à la Ligue des Champions.
Au terme de la saison 2009–2010, le club compte à son actif 65 saisons en 1re division.
Le club compte aujourd'hui 25 512 socios et 16 176 abonnés.
Au cours de la saison 2023–24 et après deux saisons consécutives de qualification pour les compétitions européennes, le nombre de membres atteint un nombre record de 34 926 socios.

## Palmarès et records

### Palmarès et meilleures performances
La meilleure performance du Vitória SC en championnat du Portugal est une 3éme place acquise lors de la saison 1968-1969, derrière le Benfica Lisbonne et le FC Porto. Sur le plan européen, le club se hisse en quart de finale de la 1987 avant de s'incliner contre le Borussia Mönchengladbach.
| Compétitions nationales | Compétitions internationales |
| - Championnat du Portugal - 3ème : 1969, 1987, 1998 et 2008 - Coupe du Portugal (1) - Vainqueur : 2013 - Finaliste : 1942, 1963, 1976, 1988, 2011, 2017 - Coupe de la Ligue du Portugal - Demi-finaliste : 2009 et 2020 - Supercoupe du Portugal (1) - Vainqueur : 1988 - Finaliste : 2011, 2013 et 2017 - Championnat du Portugal de deuxième division - Vice champion : 2007 | - Ligue des champions - Troisième tour Q: 2009 - Coupe UEFA / Ligue Europa - Quarts de finale : 1987 - Ligue Europa Conférence (C4) - Huitièmes de finale : 2025 |

#### Transferts
L'arrivée la plus onéreuse de l'histoire du Vitória SC est à l'actif de l'attaquant brésilien André Silva dont l'indemnité de transfert atteint les 4,26 M€, en provenance du FC Arouca.
| Rang | Année | Joueur           | Indemnité | Provenance  |
| ---- | ----- | ---------------- | --------- | ----------- |
| 1er  | 2022  | André Silva      | 4,26 M€   | FC Arouca   |
| 2e   | 2025  | Kaio César       | 4.20 M€   | Coritiba FC |
| 3e   | 2025  | Beni Mukendi     | 3 M€      | Casa Pia AC |
| 4e   | 2018  | Pedro Henrique   | 2 M€      | Cianorte FC |
| 4e   | 2017  | Óscar Estupiñán  | 2 M€      | Once Caldas |
| 6e   | 2017  | Guillermo Celis  | 1,75 M€   | SL Benfica  |
| 7e   | 2017  | Sebastián Rincón | 1,65 M€   | CA Tigre    |
| 8e   | 2021  | Alfa Semedo      | 1,5 M€    | SL Benfica  |
| 8e   | 2015  | Tozé             | 1,5 M€    | FC Porto    |
| 10e  | 2023  | Manu Silva       | 1,43 M€   | CD Feirense |

À l'inverse, la somme la plus importante perçue par le club à l'occasion d'un départ est du défenseur central burkinabé Edmond Tapsoba au Bayer Leverkusen avec une somme de 20,20 M€. 
| Rang | Année | Joueur         | Indemnité | Destination       |
| ---- | ----- | -------------- | --------- | ----------------- |
| 1er  | 2020  | Edmond Tapsoba | 20,2 M€   | Bayer Leverkusen  |
| 2e   | 2025  | Alberto Costa  | 13,8 M€   | Juventus FC       |
| 3e   | 2025  | Manu Silva     | 12 M€     | SL Benfica        |
| 4e   | 2025  | Kaio César     | 9 M€      | Al-Hilal FC       |
| 5e   | 2010  | Bebé           | 8,8 M€    | Manchester United |
| 6e   | 2023  | Ibrahima Bamba | 8 M€      | Al-Duhail SC      |
| 6e   | 2022  | André Almeida  | 8 M€      | Valence CF        |
| 8e   | 2023  | André Amaro    | 7,75 M€   | Al-Rayyan SC      |
| 8e   | 2022  | Marcus Edwards | 7,75 M€   | Sporting CP       |
| 10e  | 2024  | Jota Silva     | 7 M€      | Nottingham Forest |

### Bilan européen
Légende
- Victoire ou qualification pour le tour suivant
- Match nul
- Défaite ou élimination de la compétition

Note : dans les résultats ci-dessous, le score du club est toujours donné en premier.
| Saison    | Compétition                | Tour                | Club                     | Domicile | Extérieur | Total             |
| --------- | -------------------------- | ------------------- | ------------------------ | -------- | --------- | ----------------- |
| 1969-1970 | Coupe des villes de foires | Premier tour        | Baník Ostrava            | 1 - 0    | 1 - 1     | 2 - 1             |
| 1969-1970 | Coupe des villes de foires | Deuxième tour       | Southampton FC           | 3 - 3    | 1 - 5     | 4 - 8             |
| 1970-1971 | Coupe des villes de foires | Premier tour        | AS Angoulême             | 3 - 0    | 1 - 3     | 4 - 3             |
| 1970-1971 | Coupe des villes de foires | Deuxième tour       | Hibernian Édimbourg      | 2 - 1    | 0 - 2     | 2 - 3             |
| 1973-1974 | Coupe Intertoto            | Groupe 2            | Djurgårdens IF           | 5 - 0    | 1 - 3     | Deuxième          |
| 1973-1974 | Coupe Intertoto            | Groupe 2            | Neuchâtel Xamax FC       | 5 - 2    | 1 - 0     | Deuxième          |
| 1973-1974 | Coupe Intertoto            | Groupe 2            | Hambourg SV              | 3 - 1    | 0 - 2     | Deuxième          |
| 1975-1976 | Coupe Intertoto            | Groupe 7            | KV Ostende               | 4 - 1    | 0 - 2     | Deuxième          |
| 1975-1976 | Coupe Intertoto            | Groupe 7            | Holbæk B&I               | 4 - 0    | 2 - 1     | Deuxième          |
| 1975-1976 | Coupe Intertoto            | Groupe 7            | FK Inter Bratislava      | 1 - 0    | 0 - 4     | Deuxième          |
| 1983-1984 | Coupe UEFA                 | Premier tour        | Aston Villa              | 1 - 0    | 0 - 5     | 1 - 5             |
| 1986-1987 | Coupe UEFA                 | Premier tour        | Slavia Prague            | 2 - 1    | 1 - 1     | 3 - 2             |
| 1986-1987 | Coupe UEFA                 | Deuxième tour       | Atlético de Madrid       | 2 - 0    | 0 - 1     | 2 - 1             |
| 1986-1987 | Coupe UEFA                 | Huitièmes de finale | FC Groningue             | 3 - 0    | 0 - 1     | 3 - 1             |
| 1986-1987 | Coupe UEFA                 | Quarts de finale    | Borussia Mönchengladbach | 2 - 2    | 0 - 3     | 2 - 5             |
| 1987-1988 | Coupe UEFA                 | Premier tour        | FC Tatabánya             | 1 - 0    | 1 - 1     | 2 - 1             |
| 1987-1988 | Coupe UEFA                 | Deuxième tour       | KSK Beveren              | 1 - 0    | 0 - 1 ap  | 1 - 1 (5 - 4 tab) |
| 1987-1988 | Coupe UEFA                 | Huitièmes de finale | FC Vítkovice             | 2 - 0    | 0 - 2 ap  | 2 - 2 (4 - 5 tab) |
| 1988-1989 | Coupe des coupes           | Premier tour        | Roda JC                  | 1 - 0    | 0 - 2     | 1 - 2             |
| 1990-1991 | Coupe UEFA                 | Premier tour        | Fenerbahçe               | 2 - 3    | 0 - 3     | 2 - 6             |
| 1992-1993 | Coupe UEFA                 | Premier tour        | Real Sociedad            | 3 - 0    | 0 - 2     | 3 - 2             |
| 1992-1993 | Coupe UEFA                 | Deuxième tour       | Ajax Amsterdam           | 0 - 3    | 1 - 2     | 1 - 5             |
| 1995-1996 | Coupe UEFA                 | Premier tour        | Standard de Liège        | 3 - 1    | 0 - 0     | 3 - 1             |
| 1995-1996 | Coupe UEFA                 | Deuxième tour       | FC Barcelone             | 0 - 4    | 0 - 3     | 0 - 7             |
| 1996-1997 | Coupe UEFA                 | Premier tour        | Parme FC                 | 2 - 0    | 1 - 2     | 3 - 2             |
| 1996-1997 | Coupe UEFA                 | Deuxième tour       | RSC Anderlecht           | 1 - 1    | 0 - 0     | 1 - 1E            |
| 1997-1998 | Coupe UEFA                 | Premier tour        | Lazio Rome               | 0 - 4    | 1 - 2     | 1 - 6             |
| 1998-1999 | Coupe UEFA                 | Premier tour        | Celtic Glasgow           | 1 - 2    | 1 - 2     | 2 - 4             |
| 2005-2006 | Coupe UEFA                 | Premier tour        | Wisła Cracovie           | 3 - 0    | 1 - 0     | 4 - 0             |
| 2005-2006 | Coupe UEFA                 | Groupe H            | Zénith Saint-Pétersbourg | N/A      | 1 - 2     | Cinquième         |
| 2005-2006 | Coupe UEFA                 | Groupe H            | Bolton Wanderers         | 1 - 1    | N/A       | Cinquième         |
| 2005-2006 | Coupe UEFA                 | Groupe H            | FC Séville               | N/A      | 1 - 3     | Cinquième         |
| 2005-2006 | Coupe UEFA                 | Groupe H            | Beşiktaş                 | 1 - 3    | N/A       | Cinquième         |
| 2008-2009 | Ligue des champions        | Troisième tour Q    | FC Bale                  | 0 - 0    | 1 - 2     | 1 - 2             |
| 2008-2009 | Coupe UEFA                 | Premier tour        | Portsmouth FC            | 2 - 2    | 0 - 2     | 2 - 4             |
| 2011-2012 | Ligue Europa               | Troisième tour Q    | FC Midtjylland           | 2 - 1    | 0 - 0     | 2 - 1             |
| 2011-2012 | Ligue Europa               | Barrages Q          | Atletico Madrid          | 0 - 4    | 0 - 2     | 0 - 6             |
| 2013-2014 | Ligue Europa               | Groupe I            | Olympique lyonnais       | 1 - 2    | 1 - 1     | Troisième         |
| 2013-2014 | Ligue Europa               | Groupe I            | Betis Séville            | 0 - 1    | 0 - 1     | Troisième         |
| 2013-2014 | Ligue Europa               | Groupe I            | HNK Rijeka               | 4 - 0    | 0 - 0     | Troisième         |
| 2015-2016 | Ligue Europa               | Troisième tour Q    | SC Altach                | 1 - 4    | 1 - 2     | 2 - 6             |
| 2017-2018 | Ligue Europa               | Groupe I            | Red Bull Salzbourg       | 1 - 1    | 0 - 3     | Quatrième         |
| 2017-2018 | Ligue Europa               | Groupe I            | Olympique de Marseille   | 1 - 0    | 1 - 2     | Quatrième         |
| 2017-2018 | Ligue Europa               | Groupe I            | Konyaspor                | 1 - 1    | 1 - 2     | Quatrième         |
| 2019-2020 | Ligue Europa               | Deuxième tour Q     | AS La Jeunesse d'Esch    | 4 - 0    | 1 - 0     | 5 - 0             |
| 2019-2020 | Ligue Europa               | Troisième tour Q    | FK Ventspils             | 6 - 0    | 3 - 0     | 9 - 0             |
| 2019-2020 | Ligue Europa               | Barrages Q          | Steaua Bucarest          | 1 - 0    | 0 - 0     | 1 - 0             |
| 2019-2020 | Ligue Europa               | Groupe F            | Arsenal FC               | 1 - 1    | 2 - 3     | Quatrième         |
| 2019-2020 | Ligue Europa               | Groupe F            | Eintracht Francfort      | 0 - 1    | 3 - 2     | Quatrième         |
| 2019-2020 | Ligue Europa               | Groupe F            | Standard de Liège        | 1 - 1    | 0 - 2     | Quatrième         |
| 2022-2023 | Ligue Europa Conférence    | Deuxième tour Q     | Puskás Akadémia          | 3 - 0    | 0 - 0     | 3 - 0             |
| 2022-2023 | Ligue Europa Conférence    | Troisième tour Q    | Hajduk Split             | 1 - 0    | 1 - 3     | 2 - 3             |
| 2023-2024 | Ligue Europa Conférence    | Deuxième tour Q     | NK Celje                 | 0 - 1 ap | 4 - 3     | 4 - 4 (2 - 4 tab) |
| 2024-2025 | Ligue Conférence           | Deuxième tour Q     | Floriana FC              | 4 - 0    | 1 - 0     | 5 - 0             |
| 2024-2025 | Ligue Conférence           | Troisième tour Q    | FC Zurich                | 2 - 0    | 3 - 0     | 5 - 0             |
| 2024-2025 | Ligue Conférence           | Barrages Q          | Zrinjski Mostar          | 3 - 0    | 4 - 0     | 7 - 0             |
| 2024-2025 | Ligue Conférence           | Phase de ligue      | NK Celje                 | 3 - 1    | N/A       | 2e                |
| 2024-2025 | Ligue Conférence           | Phase de ligue      | Djurgårdens IF           | N/A      | 2 - 1     | 2e                |
| 2024-2025 | Ligue Conférence           | Phase de ligue      | FK Mladá Boleslav        | 2 - 1    | N/A       | 2e                |
| 2024-2025 | Ligue Conférence           | Phase de ligue      | FK Astana                | N/A      | 1 - 1     | 2e                |
| 2024-2025 | Ligue Conférence           | Phase de ligue      | FC Saint-Gall            | N/A      | 4 - 1     | 2e                |
| 2024-2025 | Ligue Conférence           | Phase de ligue      | ACF Fiorentina           | 1 - 1    | N/A       | 2e                |
| 2024-2025 | Ligue Conférence           | Huitièmes de finale | Real Betis               | 0 - 4    | 2 - 2     | 2 - 6             |

## Personnalités du club

### Présidents
| #  | Nom                                     | Période     |
| -- | --------------------------------------- | ----------- |
| 1  | António Macedo Guimarães                | 1922-1924   |
| 2  | Afonso Costa Guimarães                  | 1924-1933   |
| 3  | José Acácio Pinto Rodrigues             | 1933-1935   |
| 4  | Amadeu da Costa Carvalho                | 1935-1937   |
| 5  | José Acácio Pinto Rodrigues (2)         | 1937-1941   |
| 6  | António Faria Martins                   | 1941-1947   |
| 7  | Antero Henriques da Silva               | 1947-1953   |
| 8  | Jorge da Costa Antunes                  | 1953-1954   |
| 9  | António Urgezes dos Santos Simões       | 1954-1955   |
| 10 | João Alberto Mota Prego de Faria        | 1955-1957   |
| 11 | Alberto Ribeiro da Costa Guimarães      | 1957-1958   |
| 12 | António Faria Martins (2)               | 1958-1961   |
| 13 | Casimiro Coelho Lima                    | 1961-1962   |
| 14 | Helder Raul de Lemos Rocha              | 1962-1963   |
| 15 | Manuel Cardoso do Vale                  | 1963-1966   |
| 16 | Egídio Álvaro da Costa Pinheiro         | 1966-1968   |
| 17 | Fernando José Sequiera Roriz            | 1968-1970   |
| 18 | Antero Henriques da Silva Junior        | 1970-1974   |
| 19 | António Manuel Rodrigues Guimarães      | 1974-1976   |
| 20 | Gil Mesquita Viera de Andrade           | 1976-1980   |
| 21 | António Coimbra Alberto Pimenta Machado | 1980-2004   |
| 22 | Domingos Vitor Abreu Magellan           | 2004-2007   |
| 23 | Emílio Macedo da Silva                  | 2007-2012   |
| 24 | Júlio Martins Faria Mendes              | 2012 - 2019 |
| 25 | Luís Miguel Vinagreiro Pinto Lisboa     | 2019 - 2022 |
| 26 | António Miguel Cardoso                  | 2022 -      |

### Entraîneurs
| #  | Nom                      | Période   |
| -- | ------------------------ | --------- |
| 1  | Rui Vitória              | 2011-2015 |
| 2  | Armando Evangelista      | 2015      |
| 3  | Sérgio Conceição         | 2015-2016 |
| 4  | Pedro Martins            | 2016-2018 |
| 5  | Vítor Campelos (Intérim) | 2018      |
| 6  | José Peseiro             | 2018      |
| 7  | Luís Castro              | 2018-2019 |
| 8  | Ivo Vieira               | 2019-2020 |
| 9  | Tiago Mendes             | 2020      |
| 10 | João Henriques           | 2020-2021 |
| 11 | Bino                     | 2021      |
| 12 | Moreno                   | 2021      |
| 13 | Pepa                     | 2021-     |

### Joueurs emblématiques
- Dimas
- Pedro Barbosa
- Paulo Bento
- Costeado
- Vítor Paneira
- Neno
- Nuno Capucho
- Peres
- Rogério Matias
- Pedro Mendes
- Fernando Meira
- Nuno Assis
- Alex
- Alex
- Pelé
- Paulinho Cascavel
- Chiquinho Carlos
- Gilmar
- Cléber
- Pedro Geromel
- N'Dinga Mbote
- Zlatko Zahovič
- Marek Saganowski
- Sebastian Svärd
- Issam El Adoua
- Hillal Soudani
- Selim Benachour
- Taoufik Hicheri
- Zied Tlemçani
- Raphinha
- Kamel Ghilas
- Yves Desmarets
- Bruno Varela
- Ricardo Quaresma
- Jota Silva
- Marcus Edwards
- Otávio
- Ricardo Mangas
- Moussa Marega
- Tiquinho Soares
- Edmond Tapsoba
- André André
- Bruno Gaspar
- Bruno Alves

### Effectif actuel
| N° | Nat.                 | Poste | Nom du joueur                              |
| -- | -------------------- | ----- | ------------------------------------------ |
| 2  | Drapeau du Portugal  | D     | Miguel Maga                                |
| 3  | Drapeau du Portugal  | D     | Miguel Nóbrega                             |
| 4  | Drapeau de l'Espagne | D     | Óscar Rivas                                |
| 5  | Drapeau du Brésil    | D     | Paulo Vitor (en prêt de l'Akron Togliatti) |
| 6  | Drapeau de la Serbie | M     | Matija Mitrović                            |
| 7  | Drapeau du Portugal  | A     | Nélson Oliveira                            |
| 8  | Drapeau du Portugal  | M     | Tomás Händel                               |
| 9  | Drapeau du Portugal  | A     | José Bica                                  |
| 10 | Drapeau du Portugal  | M     | Tiago Silva                                |
| 11 | Drapeau du Brésil    | A     | Gustavo Silva                              |
| 13 | Drapeau du Portugal  | D     | João Mendes                                |
| 14 | Drapeau du Cap-Vert  | G     | Bruno Varela (capitaine)                   |
| 16 | Drapeau de l'Angola  | M     | Beni Mukendi                               |
| 17 | Drapeau de l'Ukraine | D     | Orest Lebedenko                            |

| No. | Nat.                        | Position | Nom du joueur     |
| --- | --------------------------- | -------- | ----------------- |
| 18  | Drapeau du Cap-Vert         | A        | Telmo Arcanjo     |
| 20  | Drapeau du Portugal         | M        | Samu              |
| 21  | Drapeau de la Guinée-Bissau | A        | Vando Félix       |
| 22  | Drapeau de l'Espagne        | A        | Fabio Blanco      |
| 25  | Drapeau de la Colombie      | G        | Juan Castillo     |
| 26  | Drapeau de l'Uruguay        | D        | Rodrigo Abascal   |
| 27  | Drapeau du Brésil           | G        | Charles           |
| 28  | Drapeau du Brésil           | D        | Thiago Balieiro   |
| 48  | Drapeau de la Belgique      | A        | Noah Saviolo      |
| 77  | Drapeau du Portugal         | M        | Nuno Santos       |
| 80  | Drapeau du Portugal         | M        | Ricardo Rocha     |
| 86  | Drapeau du Canada           | A        | Dieu-Merci Michel |
| 91  | Drapeau du Portugal         | G        | Gui               |
| 93  | Drapeau du Portugal         | D        | Rika Ribeiro      |

## Stade

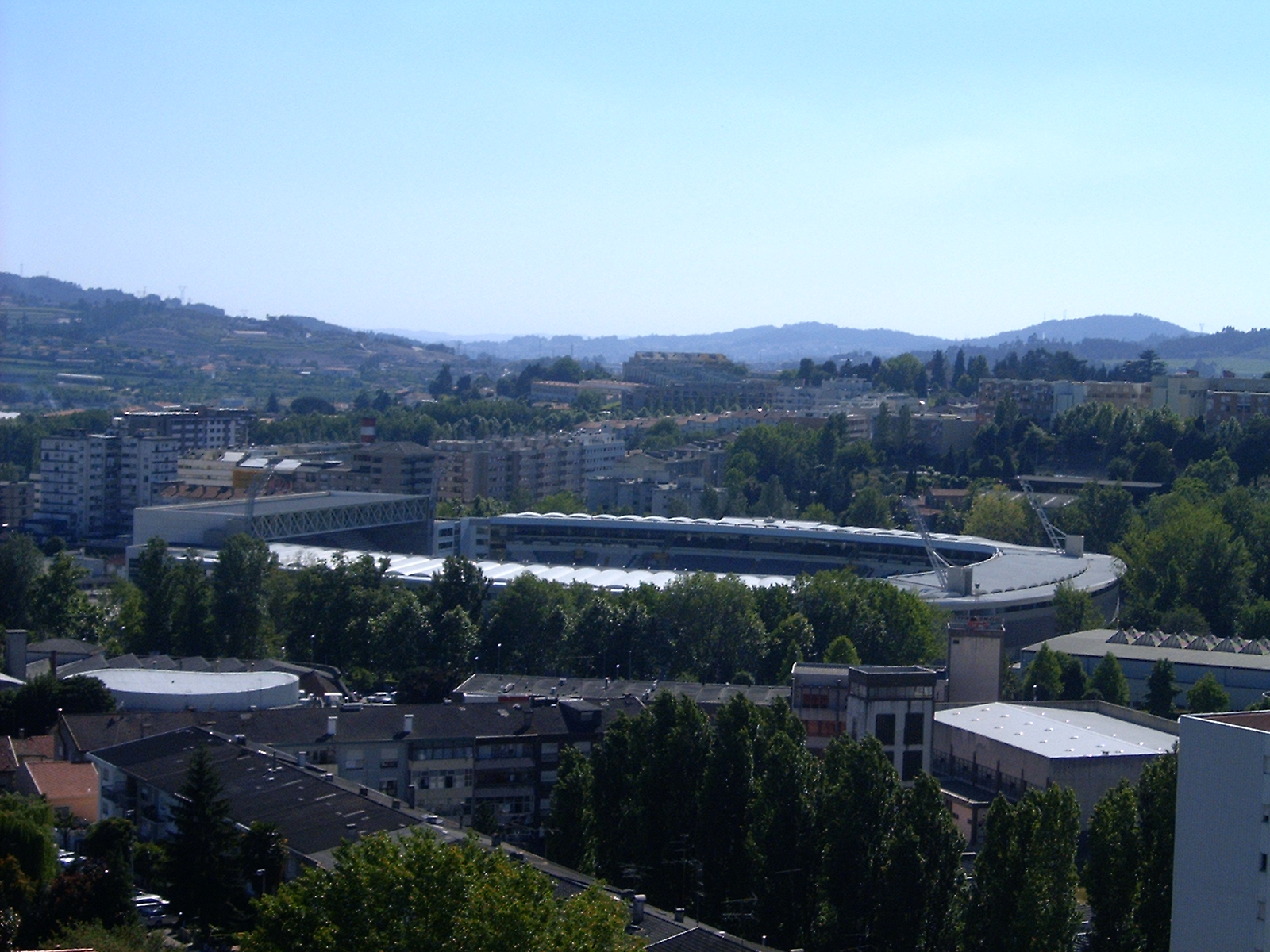
Estádio D. Afonso Henriques

Le stade D. Afonso Henriques est le stade du Vitoria de Guimarães. Il a une capacité de 30 000 places assises. 
Il est rénové à l'occasion de l'Euro 2004, où il accueille deux matchs du premier tour : Danemark-Italie et Italie-Bulgarie. 
Le Vitoria Sport Clube a établi un record d'affluence pour un match de deuxième division lors de la dernière rencontre de la saison 2006-2007. En effet, lors du match de la consécration face à Portimonense SC, 29 810 spectateurs vinrent fêter le retour de l'équipe parmi l'élite.
Après Os Très Grandes, le Vitoria Sport Clube est le club qui attire le plus de supporters, ils sont en moyenne 20.000 par matchs. 
L'un des moments les plus marquants de l'histoire du stade fut la mort tragique sur le terrain du joueur hongrois Miklós Fehér, le 25 janvier 2004, lors d'une rencontre de  première division entre le Vitória et Benfica.

## Rivalités
Braga et Guimarães étant des villes proches, le Sporting Clube de Braga et le Vitória Sport Clube sont devenus des rivaux. Les derbies régionaux entre ces deux formations sont appelées le derby de Minho.